# Rio das Mortes
Rio das Mortes is een West-Duitse filmkomedie uit 1971 onder regie van Rainer Werner Fassbinder.

## Verhaal
Michel en Günther willen samen op reis naar Peru. Met een kaart van Rio das Mortes willen ze daar de schat van de Inca's te vinden. De vriendin van Michel wil echter dat hij thuisblijft om met haar te trouwen.

## Rolverdeling
| Acteur                    | Personage                         |
| ------------------------- | --------------------------------- |
| Hanna Schygulla           | Hanna                             |
| Michael König             | Michel                            |
| Günther Kaufmann          | Günther                           |
| Katrin Schaake            | Katrin                            |
| Harry Baer                | Collega van Michel                |
| Ulli Lommel               | Autoverkoper                      |
| Marius Aicher             | Meester                           |
| Walter Sedlmayr           | Secretaris                        |
| Carla Egerer              | Klant                             |
| Joachim von Mengershausen | Joachim                           |
| Hanna Axmann-Rezzori      | Mecenas                           |
| Franz Maron               | Oom van Hanna                     |
| Elga Sorbas               | Secretaresse van de oom van Hanna |
| Rudolf Waldemar Brem      | Cafébezoeker                      |
| Eva Pampuch               | Vriendin van de danser            |
| Ingrid Caven              | Collega van Hanna                 |
| Kurt Raab                 | Pompbediende                      |